# Пилва
Пилва (старе написання Пильва; ест. Põlva, нім. Pölwe) — місто на сході Естонії, адміністративний центр повіту Пилвамаа.

## Місцеве Самоврядування
Орган місцевого самоврядування складається з двох частин:
- Міська рада
- Мерія

Рада складається з 17 депутатів обраних на місцевих виборах. Уряд складається з 5 посадовців, які обираються Радою. Тармо Тамм, який був мером Пилва більше 11 років, пішов у парламент у квітні 2011 року. З 11 травня 2011 мер Георг Полісаар.

## Освіта
- Гімназія, яка має 737 студентів.
- Середня школа, яка має 387 учнів.
- Школа, яка має 28 студентів. Ця школа для розумово слабозорих дітей.